# Ludvig Zsolt

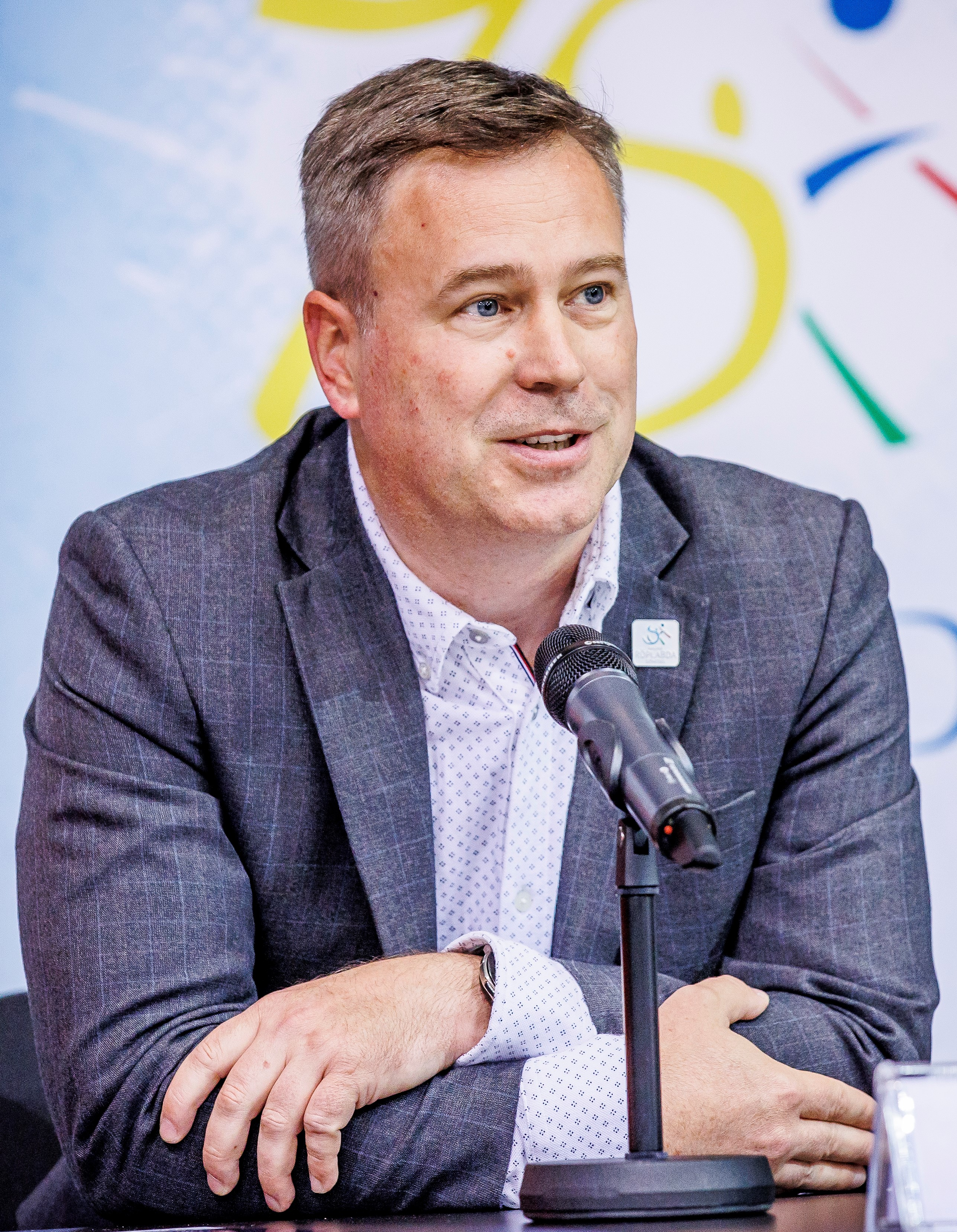
Ludvig Zsolt sajtótájékoztatón 2022-ben

Ludvig Zsolt (Cegléd, 1975. február 14. –) magyar röplabdázó, edző, sportvezető. 1999 és 2010 között a Nyíregyházi Női Röplabda Klub edzője, amellyel ötször nyerte meg a női bajnokságot, valamint hatszor a Magyar Kupát. A Gödöllői Röplabda Club edzőjeként két bajnoki döntőt játszott 2012-ben és 2013-ban. 2003 és 2009 között a magyar női röplabda-válogatott szövetségi kapitánya. Edzői karrierje befejezése után a Magyar Röplabda Szövetség főtitkára 2023-ig.

## Életpályája
Általános iskolai tanulmányait Szolnokon végezte, itt ismerkedett meg a röplabdával is, ahol Péter Ferenc és Ilyés Gábor tanítványa volt. 1993-ban érettségizett a Szolnoki Széchenyi István Gimnáziumban. 1993 és 1997 között a TF-en tanult és szerzett tanári diplomát, 2001-ben pedig szakedzői képesítést. Játékos pályafutása során a TFSE csapatával NBII-es bajnoki címet szerzett és két szezonban szerepelt a férfi NBI-ben, valamint 3x nyert Egyetemi és Főiskolás bajnoki címet.
Már a TF alatt edzői pályára lépett. 1996-ban Forman József mellett a BSE felnőtt női csapatának lett segédedzője, illetve utánpótlás edzője, 1997-től felnőtt másodedző és junior edző. A csapattal bajnoki bronz és ezüstérmet szereztek. 1999-ben a Nyíregyházi Női Röplabda Klub női felnőtt csapatának lett másodedzője Forman József mellett, két-két bajnoki és kupagyőzelmet, valamint egy Interliga elsőséget szerezve két év alatt, majd Forman 2001-es távozása után átvette a felnőtt csapat irányítását. Vezetőedzőként három felnőtt bajnokságot (2002, 2003, 2007), illetve négy kupagyőzelmet (2002, 2003, 2004, 2007) aratott. Nyíregyházáról 2010-ben, 11 év után távozott és egy év kihagyás után elvállalta a TEVA-Gödőllő női csapatát, ahol két bajnoki dőntőben és egy kupadöntőben szerepelt, a klub legjobb eredményét érve el ezzel. Másodedzőként és vezetőedzőként összesen tizenkétszer szerepelt bajnoki és kupadöntőn. 
A hazai versenysorozatok mellett minden lehetőséget kihasználva európai kupaporondon is szerepelt csapataival, a Nyíregyháza 2003-ban és 2004-ben első magyar csapatként szerepelt az Európai Bajnokok Ligájában, az Élcsapatok Európa Kupájában, CEV kupában és a Challange Kupában, valamint a Közép Európai Területi Röplabda Szövetség által szervezett MEVZA Kupában.  
2003-ban női felnőtt válogatott szövetségi kapitányává is kinevezték, posztjáról 2009-ben mondott le.
2003-ban a korábbi szövetségi kapitány Garamvölgyi Mátyás lemondása után folytatni kellett az Európabajnoki selejtezősorozatot, ahol még két mérkőzés várt a válogatottra a csehek és az ukránok ellen. A két vereség a nemzeti csapat kiesését jelentette a "B"-csoportba, így két évig a kontinensviadalról álmodni sem lehetett. A 2004-es évben a még a korábbi válogatott keret alapjaira épülő kerettel igyekezett eredményt elérni, de a fehérorosz válogatott elleni vereséget, majd az Európai Röplabda Konföderáció (CEV) versenyrendszer változtatását követően engedélyt kapott a fiatalításra, így a 2005-ös, utolsó "B"-csoportos selejtezőt már egy új kerettel vívhatta meg. 2006 és 2008 között Savaria Kupákon, EB-selejtezőkön, illetve 2007-ben Olimpiai-selejtezőn vett részt a csapatával, de a siker váratott magára. 2009-ben világbajnoki selejtező torna 1. fordulóján tornagyőzelemmel kezdte az évet, de a 2. fordulóban sok nehézséggel kellett szembenézni, s a horvátországi Splitben megrendezett tornán elszenvedett három vereséget követően lemondott posztjáról.
2010-ben Nyíregyházáról való távozását követően, s a Magyar Röplabda Szövetségben kezdett dolgozni, mint Héraklész Vezetőedző, amely pozícióban a szövetség mellett a Nemzeti Utánpótlás Intézet (NUPI), majd jogutódja a Nemzeti Sportintézet (NSI), végül a feladatot átvevő Magyar Olimpiai Bizottság (MOB) alkalmazásában állt 2015-ig. A szövetségi feladatok mellett látta el a TEVA-Gödöllő csapatának vezetőedzői feladatait 2011-2013 között.
2013-ban Poór Csaba MRSZ elnök kérte fel a főtitkári posztra, melyet ezt követően 10 évig betöltött. Főtitkári megbízatásával egyidőben került be a sportág a Kiemelt Sportágfejlesztési (KSF) támogatási körbe, mely a nehéz helyzetben lévő szövetség anyagi hátterének stabilizálódását hozta magával, s a válogatott programok finanszírozása mellett lehetőség nyílt szervezetfejlesztésre, valamint klubtámogatás bevezetésére is. A sportág hamar meghálálta a bizalmat a női válogatott eredményeivel, a pénzügyi stabilitással és a törvényes működés helyreállításával, így az állami sportirányítás javaslatot tett a sportág TAO Látványcsapat támogatási körbe történő beemelésére, melyre 2017 nyarán került sor a Magyar Parlament törvénymódosításának elfogadása után.
2015 nyarán összetűzés támadt közte és a regnáló elnök között, melynek következményeként a szakszövetség közgyűlése visszahívta hivatalából Poór Csaba elnököt, majd egy rövid ügyvivő testületi időszak után, ideiglenesen, 60 napra őt választotta meg elnöknek. A mandátum lejártával dr. Kovács Ferenc, Nyíregyháza MJV Polgármestere lett az MRSZ új elnöke, aki szintén őt kérte fel a főtitkári feladatok ellátására. Az ezt követő időszak igazi sikertörténet volt a szövetség és a sportág életében, utánpótlás kontinensbajnokságok, felnőtt események (Európa Liga döntő, EB-döntő) rendezése mellett sportdiplomáciai kapcsolatok terén is előre lépett a hazai szövetség, ennek eredményeként 2016-ban a Közép Európai Területi Röplabda Szövetség (MEVZA) alelnökévé választották, majd 2020-ban bekerült a CEV Sportszervezési Bizottságába (ESOC).
A világméretű COVID-19 járvány, a pandémiás veszélyhelyzet, illetve a gazdasági válság alatt is irányította a szövetség és a sportág szakmai és pénzügyi életét, majd 2022-től, a szövetség szervezeti átalakítása után a szakmai és sportdiplomáciai feladatokra koncentrált. A szövetség elnöki szintű képviseletére dr. Kovács Ferenc 2022-es lemondása után 8 hónapra dr. Kersch Ferenc, majd dr. Bögöly Gyula kapott bizalmat. 2023 nyarán az U17-es Európa bajnokságon Békéscsabán, valamint a Szegeden megrendezésre kerülő U19-es Világbajnokságon irányította a szervezési feladatokat, majd szeptember 1-én közös megegyezéssel távozott a szövetség kötelékéből.
2024. február 1-től a Magyar Testnevelési Egyetem Sportegyesületének (TFSE) sportigazgatói feladatait látja el.

## Sikerei, díjai
Nyíregyházi Női Röplabda Klub (NRK-Nyíregyháza)
- magyar bajnok: 2002, 2003, 2007
- kupagyőztes: 2002, 2003, 2004, 2007
- bajnoki döntős: 2005, 2006, 2008, 2009
- kupadöntős: 2005, 2006, 2008, 2009

Gödöllői Röplabda Club (TEVA-GRC)
- bajnoki döntős: 2012, 2013
- kupadöntős: 2013

### Egyéni díjai, társadalmi pozíciói[szerkesztés]
- Az év edzője: 2002, 2003, 2007
- MRSZ Elnök (2015)
- MRSZ elnökségi tag (2006-2008, 2013-2015)
- MRSZ edzőbizottsági és Szakmai Kollégiumi tag (2009-2022)
- CEV Supervisor (2010-)
- MEVZA alelnök 2016-)
- CEV ESOC tag (2020-2024)